# Koszarawa Żywiec
TS Koszarawa Żywiec – polski klub piłkarski, założony w 1910 roku w Żywcu. Przedstawiciel klubu uczestniczył, w roku 1919, w zjeździe polskich klubów piłkarskich, na którym założono PZPN.

## Stadion
- Pojemność: 2500 miejsc[1]
- W tym miejsca siedzące: 700[1]
- Wymiary boiska: 105x70 m[1]